# 虎尾壟語詞典
《虎尾壟語詞典》（荷蘭語：Woord-boek der Favorlangsche taal, waarin het Favorlangs voor, het Duits achter gestelt is）為台灣荷蘭統治時期駐台傳教士（1649年－1653年）吉爾伯特斯·哈帕特於1650年以荷蘭語著成的一部虎尾壟語詞典，1840年經英國傳教士麦都思在巴達維亞取自「巴達維亞文學學會」（Batavian Literary Society）之論文集翻譯成英文。1842年神學博士霍威爾將之刊於巴達維亞藝術科學學會會報第18卷。1896年甘為霖據英譯本出版。

## 內容架構
1650年吉爾伯特斯·哈帕特原本的詞典內所編列詞彙計有：A字母：156字、B字母：162字、Ch字母：146字、D字母：73字、E字母：9字、G字母：25字、H字母：5字、J字母：3字（ja/jenmanat/jes）、I字母：32字、K字母：135字、L字母：51字、M字母：670字、N字母：21字、O字母：44字、P字母：467字、Q字母：1字（qua）、R字母：130字、S字母：152字、T字母：309字、U字母：32字、W字母：1字（wannan）、Z字母：40字。全部合計：2664個字，不過不計詞彙條內做解釋用的新詞彙。虎尾壟語使用21個拉丁字母、加上一個二合字母（Ch），沒有使用（C、F、V、X、Y）5個字母。而（J）字母所編列的3個單字在（I）字母之前。1896年甘為霖據英譯本所出版的詞典則多了詞彙條內做解釋用的新詞彙63個字，合計有：2727個字。

## 使用地區
虎尾壟語為台灣中部大肚溪以南至濁水溪之間的海岸地帶、涵蓋彰化平原及台中盆地西緣地區之平埔族巴布薩族所用的台灣南島語言。

## 相關語料
另存留有駐台宣教師（1647年－1651年）雅各·花德烈翻譯為虎尾壟語的主禱文、聖經片段、教义问答、及五篇講道詞等語料。

## 參閱
- 虎尾壟語音系
- 虎尾壟語文法
- 沃爾特·羅伯特·凡·霍威爾（W. R. van Hoëvell/霍威爾）
- 皇家巴達維亞藝術科學學會（Royal Batavian Society of Arts and Sciences）

## 外部連結
- 法波蘭--臺灣原住民歷史語言文化大辭典 （页面存档备份，存于）
- ABVD: Favorlang/Naoyoshi Ogawa (2003)
- ABVD: Favorlang/Ferrell (1969)
- Dictionary:  Dictionary of the Favorlang dialect of the Formosan language, by Gilbertus Happart (1650), translated from Dutch to English by W. H. Medhurst (1840).（英文）
- Woord-boek der Favorlangsche taal（荷兰文）
- Woord-boek der Favorlangsche taal（荷兰文）
- 法波蘭語辭典--臺灣原住民歷史語言文化大辭典 （页面存档备份，存于）